# 焦炭
焦炭是一種低雜質的高碳含量燃料，一般為煤炭破壞蒸餾或焦煤干馏後残存的固态产物。形态呈不规则块状，富含大小不等的气孔结构，质地坚硬，颜色为银灰或黑色。焦炭主要成分是碳元素，含少量氢、氧、氮、硫及少量其它元素。焦炭主要用于冶金工业，是高炉冶炼的重要原料；同时也被广泛用于铸造行业，少量也被化肥或燃气工业用于制造水煤气 ，近年来也有焦炭应用于电弧炉炼钢操作。
目前生产焦炭的方式主要有室式炼焦炉和无回收焦炉（或称热回收焦炉、清洁焦炉等）。总体上，炼焦生产会给环境带来诸多压力，如空气及水资源的污染。中華人民共和國目前是焦炭产量最大的国家，2007年产量约为3.3亿吨，约占世界总产量的60%。
1961年，在中国大陸广东新会发掘南宋末年（大约1270年前后）炼铁遗址时，除找到炉渣、石灰石、铁矿石外，还找到了焦炭。目前所知，这是世界上冶铁用焦炭的最早实例。英国在1709年，由亚伯拉罕·达比采用焦炭替代木炭炼铁，获得成功，并获得了这项技术专利。